# Eugenia ligustrina
Eugenia ligustrina là một loài thực vật có hoa trong Họ Đào kim nương. Loài này được (Sw.) Willd. mô tả khoa học đầu tiên năm 1799.